# Марокканский зубан
Марокканский зубан (лат. Dentex maroccanus) — вид морских лучепёрых рыб семейства спаровых.

## Описание
Максимальная длина тела 45 см, средняя 25 см. В спинном плавнике 12 жестких и 10—11 мягких лучей. В анальном плавнике три жёстких и 8—9 мягких лучей. Тело высокое, однотонной окраски. Маленькое черное пятно у основания грудного плавника. Несколько рядов клыкоподобных зубов, во внешних рядах зубы более мощные с 4—6 наиболее сильно развитыми клыками на каждой челюсти, верхние зубы видны при  закрытом рте. Цвет тела розовато-красный, спина более тёмная, бока с серебристым оттенком, брюхо желтоватое.

## Распространение
Марокканский зубан обитает на востоке Атлантического океана: Бискайский залив (иногда на север) и юго-западное Средиземное море до Гибралтара и Гвинейского залива.

## Биология
Встречаются над каменистым дном на глубине от 20 до 500 м, в основном держится на глубине 70 м.

## Питание
Марокканский зубан кормится в основном ракообразными и рыбой, но ест и моллюсков.

## Размножение
Нерестятся на глубине 50—100 м. Пик нереста наблюдается в мае—августе в прибрежье Кабо-Верде и в июле—октябре у берегов Туниса. Впервые созревают в возрасте двух лет при длине тела 15 см.

## Взаимодействие с человеком
Марокканский зубан является важным объектом тралового лова в Западной Африке, особенно у мыса Кап-Блан, где вместе с большеглазым зубаном (Dentex macrophthalmus) он часто составляет большую часть уловов.